# Au plaisir de Sa Majesté
Au plaisir de Sa Majesté (de l’anglais At Her Majesty’s pleasure si le souverain est une femme et At His Majesty’s pleasure s’il s’agit d’un homme) est une locution juridique qui se réfère à une durée indéterminée de service de certains responsables nommés ou encore à une durée de peine indéterminée de certains prisonniers.
D’origine britannique, l’expression est fondée sur le principe que toute autorité légitime de gouvernement provient de la Couronne ; elle est utilisée dans tous les royaumes du Commonwealth. Lorsque le souverain est incarné par un gouverneur général, un gouverneur ou un administrateur, elle peut être adaptée en au plaisir du gouverneur (At the Governor’s pleasure en anglais) dans le sens où il est le représentant personnel du monarque dans le pays, l’État ou la province.

## Utilisation

### Service à la Couronne
Les personnalités nommées par le souverain pour servir la Couronne et qui n’ont pas de limite temporelle au mandat qu’elles occupent servent au plaisir de Sa Majesté (serve at Her Majesty’s pleasure ou serve at His Majesty’s pleasure en anglais).
Au Canada, les lieutenants-gouverneurs provinciaux étant nommés par le gouverneur général, le représentant fédéral du monarque canadien, ils tiennent leur mandat « durant le plaisir du gouverneur général » au sens de la acte de l’Amérique du Nord britannique de 1867,. De façon similaire, les ministres australiens de la Couronne sont nommés pour servir « durant le plaisir du gouverneur général » (during the pleasure of the Governor General en anglais) d’après le Commonwealth of Australia Constitution Act 1900.

### Incarcération
La terminologie est aussi utilisée pour décrire une peine d’emprisonnement à durée indéfinie. Un juge peut ainsi décider qu’une personne soit « détenue au plaisir de Sa Majesté » pour des infractions graves ou pour une défense fondée sur les troubles mentaux. Ce type de jugement est employé en cas de risque élevé de récidive ou comme substitut à une peine d’emprisonnement à perpétuité pour des délinquants juvéniles.

## Formes dérivées
Dans des républiques du Commonwealth comme le Botswana, l’Inde et Singapour, l’expression utilisée est celle de « durant le plaisir du président » (during the President’s pleasure en anglais).
À Hong Kong, à la suite de la rétrocession de sa souveraineté à la Chine en 1997, la locution a été adaptée en « à la discrétion de l’exécutif ». Cependant, la terminologie est considérée comme incompatible avec le principe de séparation des pouvoirs consacré par la loi fondamentale hongkongaise par le juge Michael Hartmann dans l’affaire Yau Kwong Man v. Secretary for Security en 2002.
En Malaisie, la terminologie adoptée est « au plaisir de l’agong [le roi] » (At the Agong’s pleasure en anglais).
Aux États-Unis, l’équivalent pour les nominations politiques est appelé « au plaisir du président » (at the pleasure of the President en anglais). Il ne s’applique pas pour les peines de prison.